# ジェームズ・グレイ
ジェームズ・グレイ（James Gray、1969年4月14日 - ）は、アメリカ合衆国の映画監督、脚本家、映画プロデューサーである。

## 経歴
1969年4月14日、ニューヨーク州ニューヨーク市クイーンズ区に生まれる。南カリフォルニア大学を卒業した。
1994年、『リトル・オデッサ』で長編映画監督デビューを果たす。同作は、第51回ヴェネツィア国際映画祭にて銀獅子賞を受賞した。2000年、『裏切り者』を監督する。同作において主演だったホアキン・フェニックスと再び組み、2007年に『アンダーカヴァー』、2008年に『トゥー・ラバーズ』を監督し、いずれもカンヌ国際映画祭のコンペティション部門に選出された。2013年、マリオン・コティヤール主演の『エヴァの告白』を監督した。

## フィルモグラフィー

### 映画
| 年   | 題名                                                | 備考             |
| ---- | --------------------------------------------------- | ---------------- |
| 1994 | リトル・オデッサ Little Odessa                      | 監督・脚本       |
| 2000 | 裏切り者 The Yards                                  | 監督・脚本       |
| 2007 | アンダーカヴァー We Own the Night                   | 監督・脚本       |
| 2008 | トゥー・ラバーズ Two Lovers                         | 監督・脚本・製作 |
| 2013 | エヴァの告白 The Immigrant                          | 監督・脚本・製作 |
| 2013 | マイ・ブラザー 哀しみの銃弾 Blood Ties              | 脚本・製作総指揮 |
| 2016 | ロスト・シティZ 失われた黄金都市 The Lost City of Z | 監督・脚本       |
| 2019 | アド・アストラ Ad Astra                             | 監督・脚本・製作 |
| 2023 | アルマゲドン・タイム ある日々の肖像 Armageddon Time | 監督・脚本・製作 |

### テレビドラマ
| 公開年 | 題名         | 備考 |
| ------ | ------------ | ---- |
| 2014   | The Red Road | 監督 |

### 出演
| 公開年 | 題名                                         | 役名   |
| ------ | -------------------------------------------- | ------ |
| 2015   | ヒッチコック/トリュフォー Hitchcock/Truffaut | 本人役 |